# Зайцев, Станислав Николаевич
Станислав Николаевич Зайцев (2 июля 1914, с. Черче, Каменец-Подольский уезд, Подольская губерния, Российская империя — 23 июля 2002, Астана, Казахстан) — передовик строительного производства, бригадир штукатуров-маляров строительного управления № 2 треста «Целиноградстрой» Министерства строительства предприятий тяжёлой индустрии Казахской ССР, Целиноград. Заслуженный строитель Казахской ССР (1967). Герой Социалистического Труда (1971).

## Биография
Родился в 1914 году в селе Черча Подольской губернии. Трудовую деятельность начал в 1931 году. Работал в Виннице штукатуром, каменщиком и маляром.
В 1938 году переехал в Караганду (работал в «Шахтстрое»), в 1939 году — в Целиноград, устроился на работу в строительную организацию «Целинтяжстрой». Был бригадиром отделочников треста № 2 «Целинтяжстроя».
Досрочно выполнил личные социалистические обязательства и плановые производственные задания Восьмой пятилетки (1966—1970) за четыре года. Указом Президиума Верховного Совета СССР (неопубликованным) от 5 апреля 1971 года «за выдающиеся успехи в выполнении заданий пятилетнего плана по строительству и вводу в действие производственных мощностей, жилых домов и объектов культурно-бытового назначения» удостоена звания Героя Социалистического Труда с вручением ордена Ленина и золотой медали Серп и Молот.
Почётный строитель Казахской ССР (1967).
В 1974 году вышел на пенсию. Проживал в Целинограде.
Скончался 23 июля 2002 года, похоронен на Городском кладбище Астаны.

## Награды
- Медаль «За доблестный труд в Великой Отечественной войне 1941—1945 гг.» (1946)
- Медаль «За освоение целинных земель» (1957)
- Герой Социалистического Труда (1971)
- Орден Ленина (1958, 1971)
- Почётный гражданин Целинограда[3]